# Hampsonodes pygmaea
Hampsonodes pygmaea là một loài bướm đêm trong họ Noctuidae.